# Ryżniak błotny
Ryżniak błotny, ryżak (Oryzomys palustris) – gatunek gryzonia z rodziny chomikowatych (Cricetidae), występujący w środkowej i zachodniej części Ameryki Północnej od Kanady po Zatokę Meksykańską.

## Taksonomia
Podczas badań prowadzonych w 1816 roku na bagnach w Karolinie Południowej John Bachman schwytał egzemplarze nieznanego gatunku gryzonia. Holotyp został wysłany do zoologów Academy of Natural Sciences w Filadelfii dopiero 20 lat później. Bachman spodziewał się stwierdzenia pokrewieństwa nowego gatunku z należącym do karczowników rodzajem Arvicola i wstępnie nazwał odkryty gatunek Arvicola oryzivora. Zoolog Richard Harlan, który znalazł przysłany eksponat w zbiorach Akademii opisał gatunek samodzielnie, oznaczył go swoim nazwiskiem i stwierdziwszy, że ryżniak błotny nie może być zaliczony do rodzaju Arvicola, nadał mu nazwę Mus palustris. Harlan pominął zasługi Bachmana, określił, że okaz został znaleziony w okolicy Fastland, w pobliżu Salem, a jako typową lokalizację gatunku wskazał New Jersey. 
Naukowcy stwierdzili znaczne migracje poszczególnych populacji, co wpływa na wymianę materiału genetycznego między osobnikami poszczególnych podgatunków. Z powodu geograficznej izolacji niektóre populacje zachowują jednak genetyczną odrębność.
Autorzy Illustrated Checklist of the Mammals of the World rozpoznają pięć podgatunków.

### Etymologia
- Oryzomys: gr. ορυζα oruza „ryż”; μυς mus, μυος muos „mysz”[16].
- palustris: łac. paluster, palustris „bagnisty”, od palus, paludis „bagno, moczary”[17].
- coloratus: łac. coloratus kolorowy (zwłaszcza kolory czerwonego), od color, coloris „kolor”[18].
- natator: łac. natator, natatoris „pływak”, od natare „pływać”, od nare „pływać”[19].
- planirostris: łac. planus „płaski”; -rostris „-pyski”, od rostrum „pysk”[20].
- sanibeli: Sanibel Island, Floryda, Stany Zjednoczone[21].

### Genetyka
Garnitur chromosomowy O. palustris tworzy 56 par chromosomów.

## Morfologia
Ryżniak błotny jest gryzoniem średniej wielkości. Futro z wierzchu szarobrunatna lub rudobrunatna, od spodu biała lub szarawa. Ogon słabo owłosiony, pokryty łuskami.
Średnie wymiary:
- Długość ciała samców: 193–262 mm (średnio 226 mm)
- Długość ciała samic: 191–253 mm (średnio 217 mm)
- Masa ciała samców: 46–80 g (średnio 56 g)
- Masa ciała samic: 40–60 g (średnio 48 g)

Wzór zębowy ryżniaka błotnego: {\displaystyle {\tfrac {1003}{1003}}}.

## Tryb życia
Ryżniak błotny żyje na terenach bagnistych i prowadzi nocny tryb życia. O. palustris jest świetnym pływakiem. Potrafi nurkować na głębokość do 10 m i z łatwością przepływa dystans 300 m.

## Występowanie
Występuje w środkowej i zachodniej części Ameryki Północnej od Kanady po Zatokę Meksykańską, na terenie stanów: Alabama, Arkansas, Delaware, Floryda, Georgia, Illinois, Kansas, Kentucky, Luizjana, Maryland, Missisipi, Missouri, New Jersey, Karolina Północna, Oklahoma i Pensylwania, a rzadziej także w stanach: Karolina Południowa, Tennessee, Teksas i Wirginia.
Zasięg występowania w zależności od podgatunku:
- O. palustris palustris – szeroko rozpowszechniony w południowym Illinois, południowym Kentucky, Tennessee, południowym New Jersey, południowo-wschodniej Pensylwanii, Delaware, wschodnim Maryland, wschodniej Wirginii, wschodniej Karolinie Północnej, Karolinie Południowej, Georgii, Alabamie, Missisipi i północno-zachodniej oraz północnej Florydzie, wschodnie i południowo-wschodnie Stany Zjednoczone.
- O. palustris coloratus – południowa półwyspowa część Florydy i Lower Keys, Stany Zjednoczone.
- O. palustris natator – północna i środkowa część półwyspu Floryda, Stany Zjednoczone.
- O. palustris planirostris – mały obszar na zachodnio-środkowym wybrzeżu półwyspu Floryda, Stany Zjednoczone.
- O. palustris sanibeli – Sanibel Island na południowo-zachodnim wybrzeżu półwyspu Floryda, Stany Zjednoczone.

### Kopalne ślady występowaniaO. palustris
Na Florydzie odnaleziono piętnaście kopalnych śladów występowania O. palustris, a jeden w Georgii. Ponadto paleontolodzy odnotowali istnienie wymarłego gatunku O. p. fossilis, który żył w okresie zlodowaceniea i plejstocenu w Kansas. W Teksasie zaś żył w okresie interglacjału.

## Ekologia
Część autorów wskazuje że ryżniak błotny żywi się wyłączne pokarmem roślinnym, jednak Homer Sharp – badacz nawyków żywieniowych ryżniaków błotnych twierdzi że gryzoń ten jest zoofagiem i zjada ryby, małże, padlinę piżmaka, poluje na krewniaków z rodzaju Peromyscus (myszak), na wróble, młode żółwie błotne Graptemys ï żółwiki malowane, że zjada też jaja i pisklęta strzyżyka błotnego (Cistothorus palustris). Inni badacze dowodzą, że ryżniak błotny żywi się nasionami, trawami Spartina alterniflora, Spartina gabra, Tripsacum, lubi soliród zielny i chętnie zjada sukulenty. Część badań wskazywała, że rośliny i nasiona stanowią prawie 85% jego pożywienia, inne zaś dowodziły, że spożywane stawonogi, małe płazy, ryby, owady i małe ssaki pokrywają blisko 75% potrzeb żywieniowych ryżniaka błotnego. Prawdopodobnym wyjaśnieniem tych sprzeczności jest duża zmienność żywieniowa w obrębie gatunku.